# Остров Врангеля (заповедник)
«Остров Врангеля» — природный заповедник России, находящийся на территории Иультинского района Чукотского автономного округа. Заповедник занимает два острова Чукотского моря — Врангеля и Геральд, а также прилегающую акваторию. Был официально сформирован 23 марта 1976 года. Общая площадь заповедника составляет 2 225 650 га, в том числе площадь акватории — 1 430 000 га. Площадь охранной зоны — 795 593 га.
Заповедник на острове Врангеля служит целям сохранения и изучения типичных и уникальных экосистем островной части Арктики: в последние ледниковые периоды его почвенный покров и фауна не были затронуты льдами и сохранились такими же, как были сотни тысяч лет назад, в эпоху плейстоцена. В настоящее время остров Врангеля является ключевым местом обитания находящихся под угрозой видов животных — белого медведя и моржа. Здесь располагается единственная в России гнездовая популяция белого гуся и многих других видов берингийской флоры и фауны с высоким уровнем эндемизма. Прибрежная акватория является местом нагула для серых китов. В конце 1940-х на остров завезли обитавших здесь ещё 2000 лет назад северных оленей, а 1975 году был реинтродуцирован овцебык.
Заповедник стал первой в СССР особо охраняемой природной территорией, где допускалось традиционное природопользование коренного населения в строго ограниченных объёмах. В 2004 году вошёл в список объектов Всемирного наследия ЮНЕСКО.
С 2014 года сохранность заповедной природы находится под угрозой из-за растущего присутствия на островах человека, в особенности — российского военного комплекса. В ноябре 2022 года стало известно, что российские власти намерены снять часть природоохранных ограничений в заповеднике «в интересах обороны и безопасности», соответствующий документ был опубликован Минприроды РФ.

## История формирования
С 1953 года по резолюции местных властей на острове Врангеля был введён режим охраны для лежбищ моржей, а с 1968 года начал действовать заказник для охраны гнездовий и колониальных поселений морских птиц и белого гуся. Государственный природный заповедник «Остров Врангеля» был учреждён постановлением № 189 от 23 марта 1976 года Совета Министров РСФСР. С этого момента промысловая добыча млекопитающих была запрещена, за исключением небольшой квоты для коренных национальностей региона. В советское время заповедник был подчинён Главному управлению охотничьего хозяйства и заповедников при Совете Министров РСФСР.
Охранная зона заповедника была образована решением Магаданского областного Совета народных депутатов № 542 от 26 декабря 1983 года. В 1999 году постановлением губернатора Чукотского автономного округа № 91 от 24 мая вокруг островов была установлена морская охранная зона шириной 5 морских миль. Общая площадь охранной зоны составила 3 745 300 га. В 2012 году охранная зона заповедника была дополнительно увеличена до 12 миль к югу от острова Врангеля и до 24 миль у островов Врангеля и Геральд.

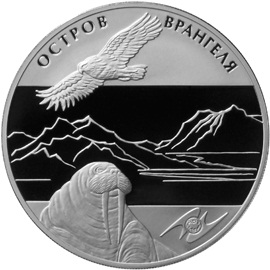
Памятная монета Банка России (2012)

В 2004 году заповедник был включён в список объектов Всемирного природного наследия ЮНЕСКО.

## Описание

### Географическое положение
Заповедник является самым северным[уточнить] из ООПТ Дальнего Востока и располагается на территории Восточного района Чукотского округа, к северу от Чукотки, между 70-71° с. ш. и 179° з. д. — 177° в. д. Заповедник занимает два острова Чукотского моря — Врангеля и Геральд, а также прилегающую акваторию. Он является единственным крупным участком суши в высоких широтах северо-восточного сектора азиатской Арктики и служит единственной магистралью на пути миграции и размножения множества видов морских животных. От материка остров Врангеля отделяет пролив Лонга шириной 150 км.

### Ландшафт и климат

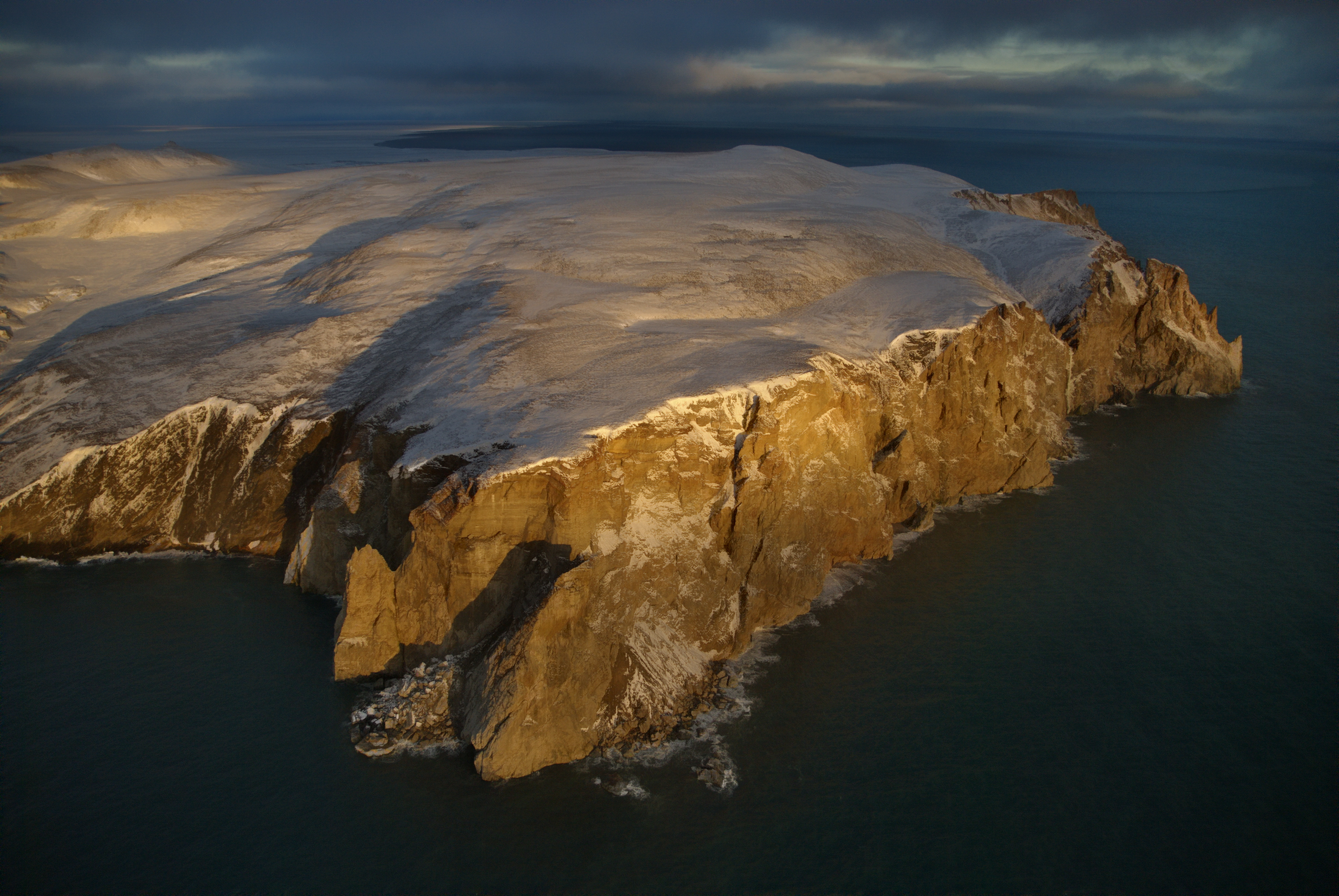
Обрывистые берега острова Врангеля, 2010

Примерно ⅔ территории острова Врангеля занимают три горные цепи, заканчивающиеся прибрежными обрывами, в ландшафте преобладают арктические тундры. Крупнейшей из горных цепей является Средний хребет, входящая в него гора Советская достигает высоты 1096 м. Гидрографическую сеть острова Врангеля составляют около 150 относительно небольших рек и ручьёв (лишь пять из них длиннее 50 км) и около 900 некрупных мелководных озёр.
В районе островов господствует арктический климат с существенным влиянием циклонической деятельности. Полярная ночь длится с десятых чисел декабря до последних дней января, а полярный день — с десятых чисел мая до третьей декады июля. Безморозный период на островах обычно не превышает 20—25 дней. Зима с постоянными морозами, сильными ветрами и пургой продолжается большую часть года. Лето прохладное, непродолжительное, его часто прерывают заморозки и снегопады. Однако даже в этих условиях летом происходит активное цветение.

### Археологические памятники
На берегу залива Красина в устье ручья Чёртов Овраг была обнаружена неолитическая стоянка древних морских охотников возрастом около 3360 лет. Кроме того, в заповеднике расположены несколько стоянок первопоселенцев из новейшей истории освоения острова Врангеля.

### Флора

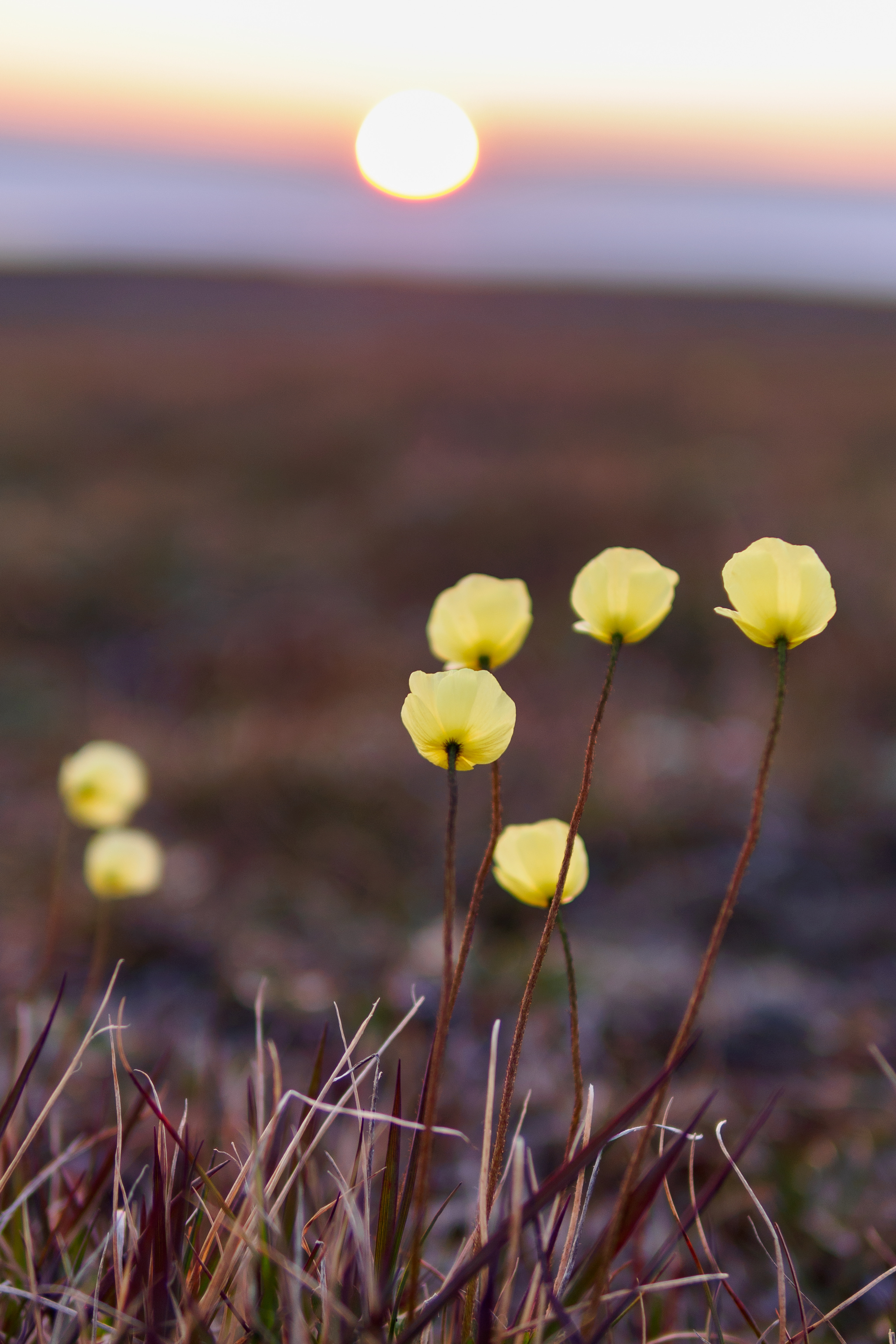
Краснокнижный мак, 2018

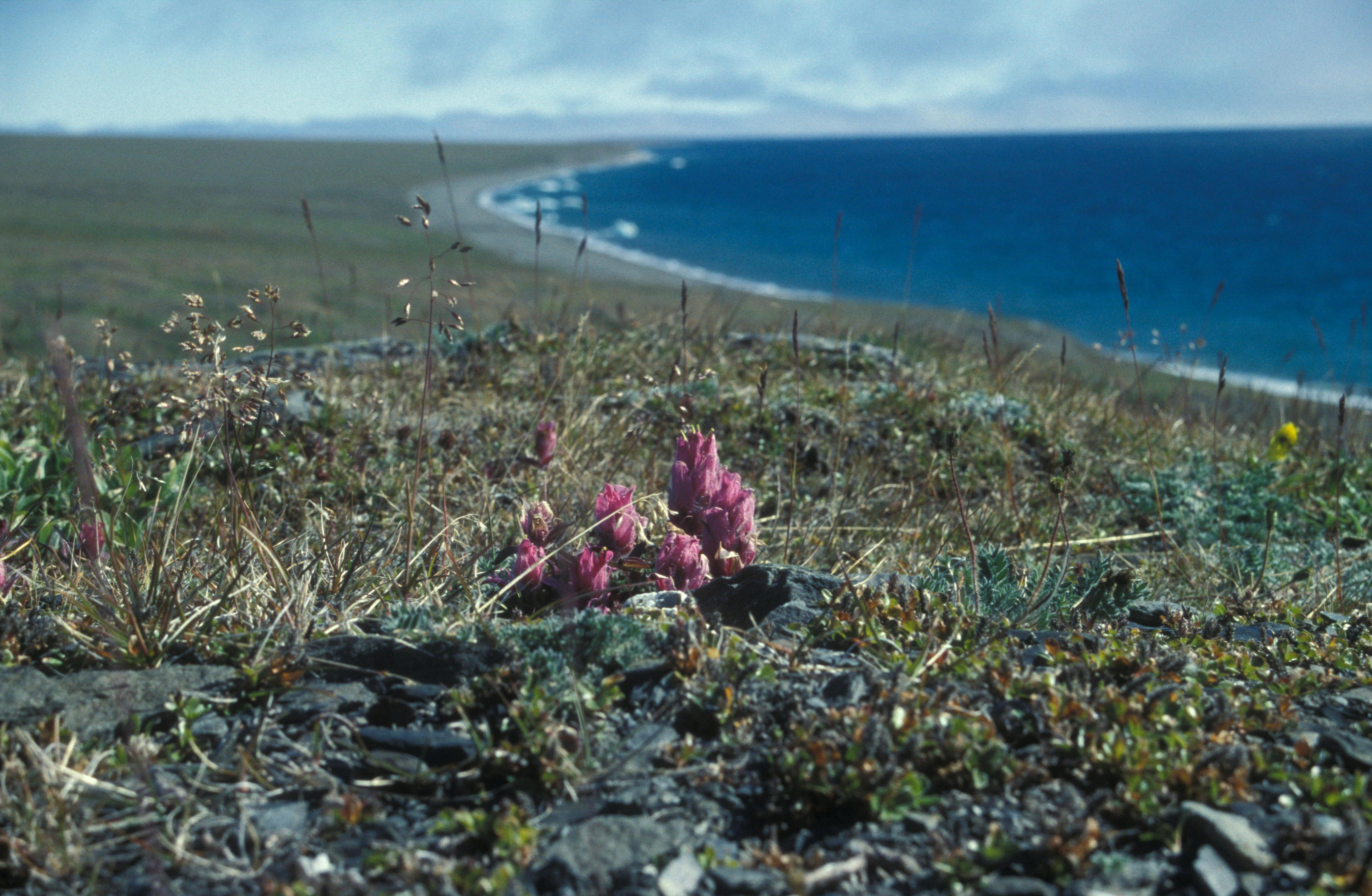
Побережье Восточно-Сибирского моря, 2002

За несколько последних ледниковых периодов остров Врангеля ни разу не покрывался льдами полностью и не затапливался морской водой. Благодаря этому почвенный покров и фауна тундры сохранились здесь такими же, как были в эпоху плейстоцена. Преобладают осоково-моховые тундры, средние и нижние пояса гор заняты травяно-лишайниковыми и кустарничково-разнотравными тундрами; встречаются болота с участием сфагнов, низкие и стелющиеся по земле заросли ивняков. Верхние пояса гор покрывают обширные каменистые россыпи.
Флора острова Врангеля по своему богатству и уровню эндемизма не имеет аналогов в Арктике. К настоящему времени в заповеднике выявлено 417 видов и подвидов сосудистых растений. Это больше, чем известно для всего Канадского Арктического архипелага, и в 2—2,5 раза превышает количество видов на других арктических тундровых территориях подобных размеров. Около 3 % флоры острова Врангеля составляют субэндемичные виды. Среди сосудистых растений 23 таксона являются эндемиками острова. По числу эндемиков остров Врангеля не имеет равных среди всех арктических островов, включая Гренландию. Ряд эндемичных растений (остролодочник Ушакова Oxytropis ushakovii, мак многолучевой Papaver multiradiatum и мак снеголюбивый Papaver chionophilum) обычны на острове. К эндемикам также относятся разновидность бескильницы, подвид лапландского мака, маки Городкова и Ушакова, лапчатка врангелевская. Количество известных видов мхов (331) и лишайников (310) на острове Врангеля также превосходит другие территории в подзоне арктических тундр.

### Фауна

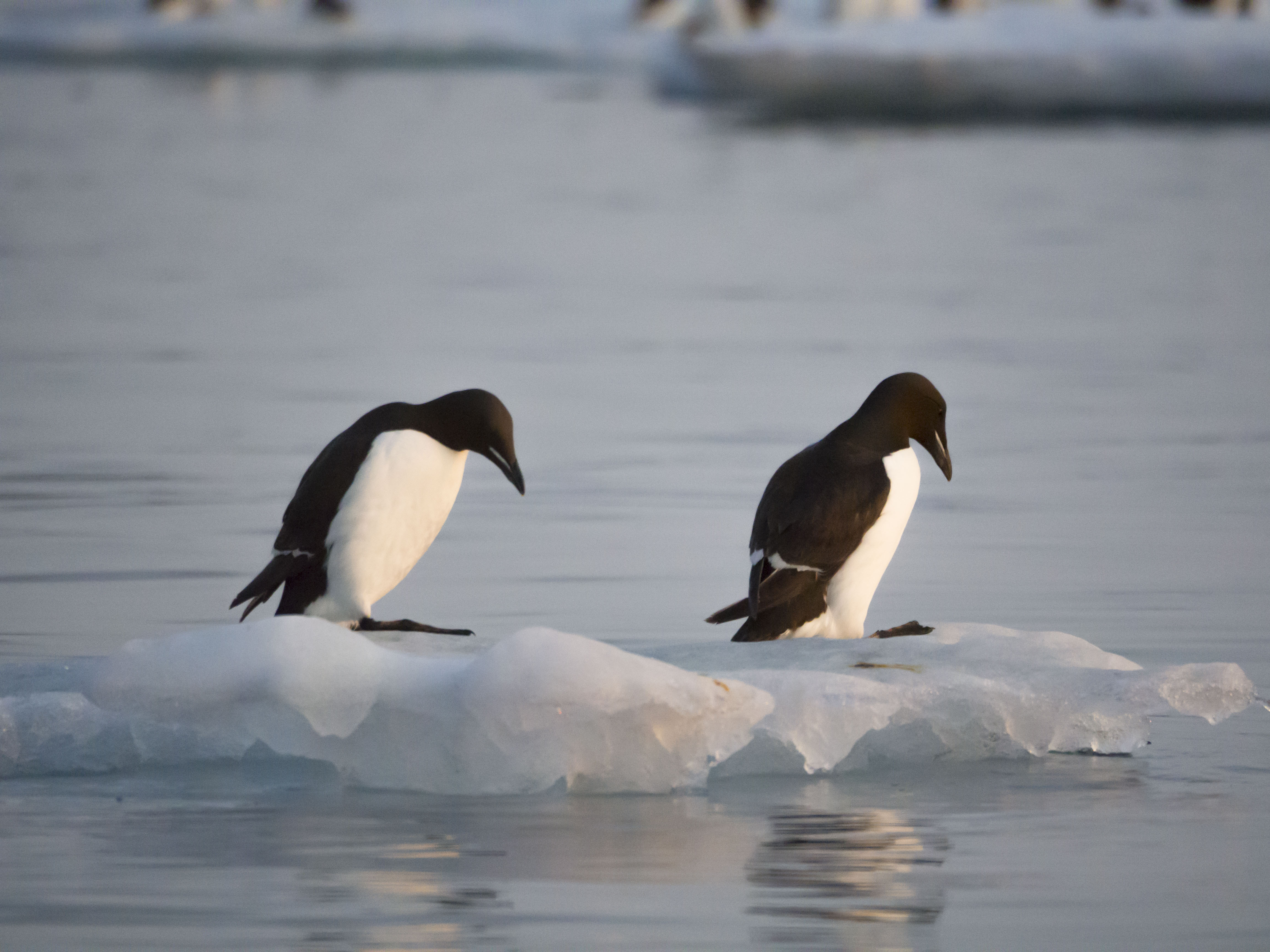
Толстоклювые кайры на льдине, мыс Птичий Базар

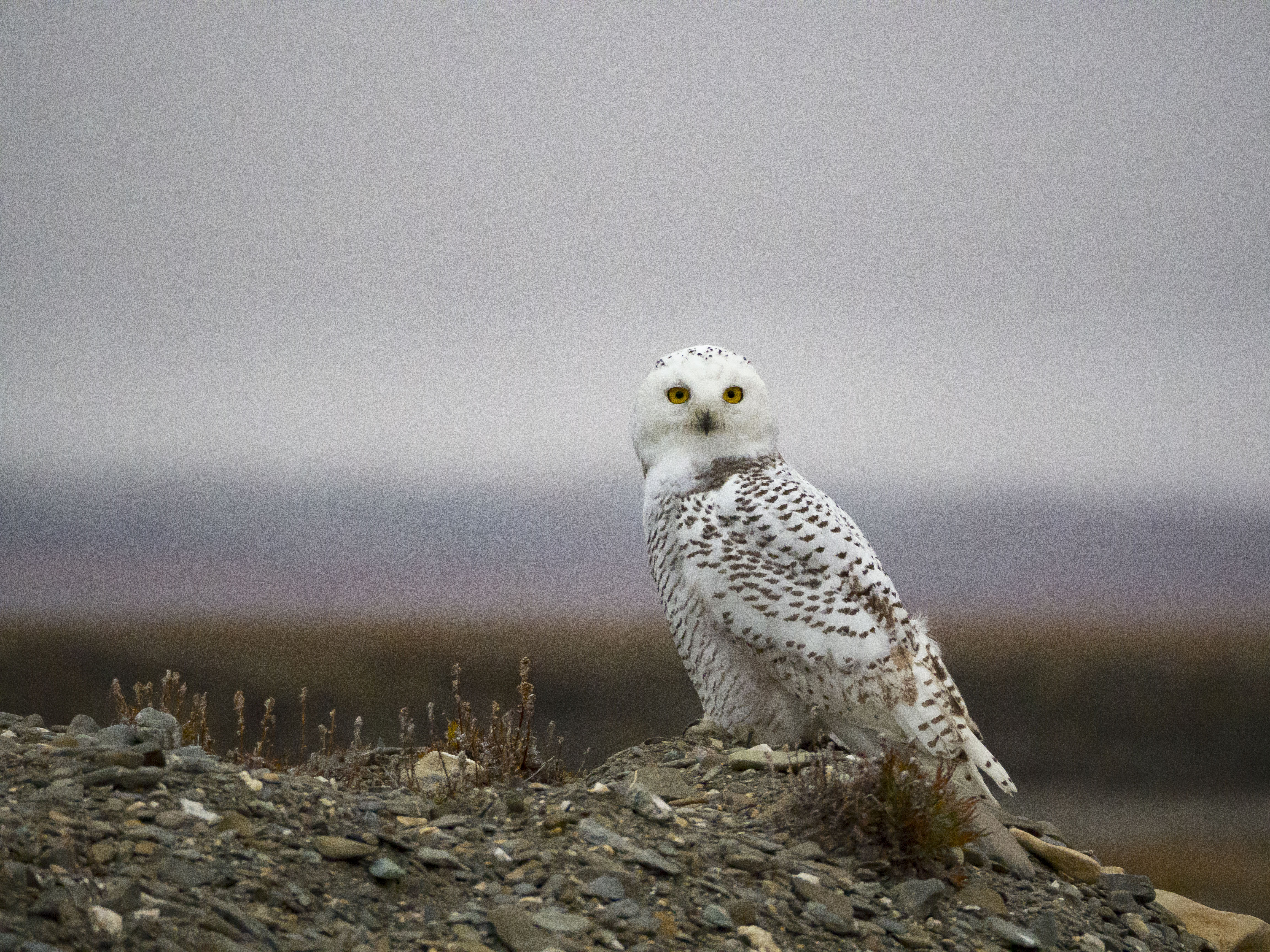
Белая сова близ кордона «Сомнительная»

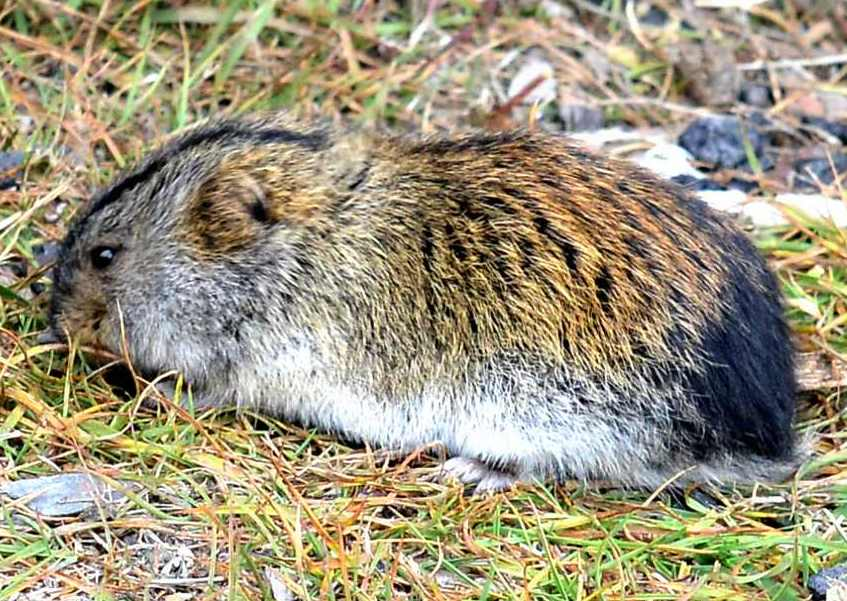
Сибирский лемминг

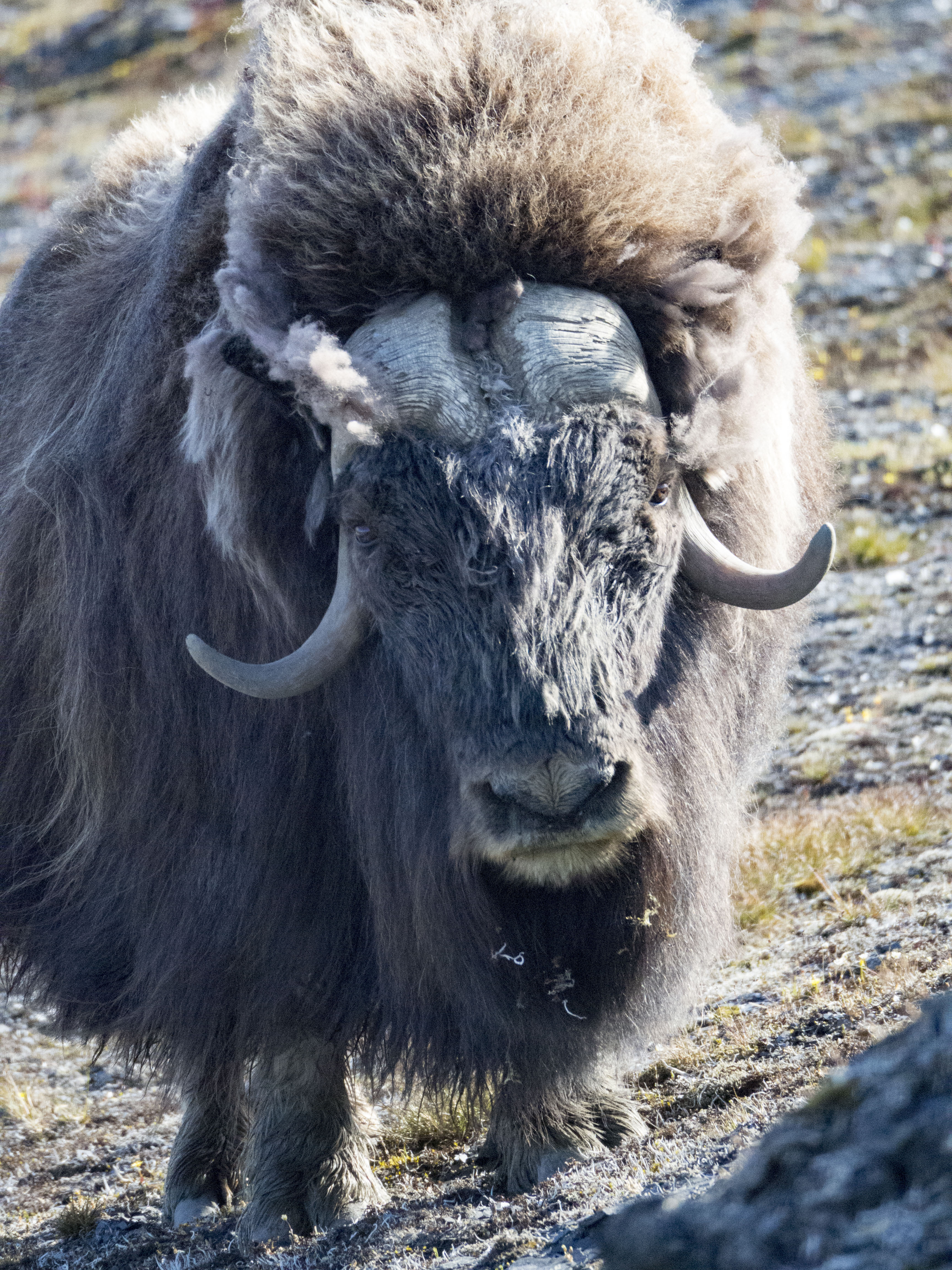
Овцебык на мысе Уэринг

Из-за сурового климата в заповеднике нет земноводных и пресмыкающихся; рыбу (сайку, мойву и некоторых других) замечают только в прибрежных водах. Разнообразием отличается орнитофауна: на острове встречаются 169 видов птиц, большинство из которых залётные. На обрывистых морских берегах расположены птичьи базары. Орнитофауну преимущественно представляют тундровые виды, большинство из которых обладают циркумполярными ареалами и обычны для всех арктических тундр: лапландский подорожник, пуночка, тулес, камнешарка, исландский песочник и ряд других. Известны и случаи гнездования нехарактерных для Арктики видов, таких как турухтан, песочник-красношейка, ипатка и топорок, пеночка-таловка, для которых остров Врангеля является наиболее северной точкой гнездования. Всего гнездование зарегистрировано для 62 видов, из которых 44 вида гнездится на островах регулярно, в том числе 8 морских: чайки, кайры, и другие. Здесь регулярно гнездятся чёрные казарки (неразмножающиеся казарки тысячами прилетают сюда на линьку с материковой Чукотки и Аляски), обыкновенная гага и гага-гребенушка, в небольшом количестве сибирская гага, шилохвости и кулики. На острове Врангеля расположена единственная сохранившаяся в России и Азии крупная автономная гнездовая колония белого гуся, насчитывающая до 150 тысяч особей. В 1960-х годах исследователь севера Савва Успенский оценивал местную популяцию толстоклювой кайры от 50 до 100 тысяч особей, моевки — до 30—40 тысяч, бакланов — до трёх тысяч. В опубликованной в 1989 году книге В. В. Дёжкина «В мире заповедной природы» отмечалось снижение численности этих птиц. На начало 2020-х годов сотрудники оценивают число гнездящихся особей в колониях морских птиц в 250—300 тыс. Орнитологи отмечают, что в последние годы на острове Врангеля стала регулярно гнездиться ипатка, численность её особей растёт.
В заповеднике водятся девять видов млекопитающих. Самые типичные его представители — сибирский лемминг и лемминг Виноградова, в годы высокой численности они имеют очень большое значение в экосистемах заповедника. Кроме них, на острове водятся песец, горностай, росомаха, одичавший северный олень, волки, забредают красные лисицы. Главным представителем фауны обоих островов является белый медведь. Острова Врангеля и Геральд известны как крупнейший в мире район концентрации родовых берлог этого зверя. В течение всего года в прибрежной акватории встречаются кольчатая нерпа и лахтак. Кольчатая нерпа является основным кормом для белых медведей, обеспечивая полный жизненный цикл хищника.
В летне-осенний период прибрежная акватория становится районом нагула и миграций китообразных. Наиболее многочислен здесь серый кит, встречаются также горбачи и косатки. Ежегодно вдоль берегов острова Врангеля на осенней миграции проходят большие стада белух. Согласно данным спутникового мечения, к острову Врангеля осенью подходят белухи, которые собираются на роды в дельте канадской реки Маккензи.
В заповеднике представлены два вида копытных — северный олень и овцебык. Северные олени были интродуцированы в конце 1940-х — начале 1950-х годов: домашних животных привезли сюда с побережья Чукотки. В настоящее время они представляют собой уникальную по истории и биологическим особенностям островную популяцию одичавших северных оленей, численность которой в определённые периоды достигала 9—10 тысяч особей. В 1975-м году, за год до учреждения заповедника, на остров Врангеля были завезены 20 овцебыков, отловленных на американском острове Нунивак. Период адаптации овцебыков проходил трудно и растянулся на несколько лет, однако в дальнейшем выживание исходного стада уже не вызывало сомнения и популяция начала активно расти. К осени 2007 года поголовье овцебыков достигло 1000 особей. По палеонтологическим данным, оба вида копытных обитали на территории острова Врангеля в позднем плейстоцене, при этом северный олень встречался тут 2—3 тысячи лет назад. Учёные также установили, что ещё 3700 лет назад здесь водились последние мамонты.
На острове Врангеля находятся самые крупные в Арктике залёжки моржей. Для тихоокеанского моржа эта акватория является важнейшим районом летнего нагула. В определённые годы, в летне-осенний период — с июля по конец сентября — начало октября, — вблизи островов собирается большая часть самок и молодняка всей популяции. Моржи держатся у кромки льдов и предпочитают выползать на отдых на льдины, до тех пор, пока они есть в акватории. При исчезновении льдов вблизи наиболее кормных мелководных участков моржи подходят к островам и формируют на определённых косах крупнейшие в Чукотском море береговые лежбища. На острове Врангеля регистрировали в общей сложности до 70—80 тысяч животных, а с учётом плавающих в воде зверей здесь собирается до 130 тысяч особей. На зимовку моржи мигрируют в Берингово море.
Глобальное изменение климата накладывает свой отпечаток на природу острова Врангеля. В 2014 году экологи замечали в прибрежных водах горбушу и кету, для которых акватория острова не является традиционным ареалом. В 2020 году на острове впервые был замечен бурый медведь — самец возраста 4—5 лет, исследовавший новую территорию. По мнению учёных, появление этого зверя в нетипичном для него ареале, принадлежащем белому медведю, также вызвано глобальным изменением климата.
В 2021 году на острове Врангеля был идентифицирован собственный уникальный подвид ледникового шмеля Bombus glacialis. Ледниковый шмель водится также на архипелаге Новая Земля. По оценке энтомологов, две эти популяции разделились около 270 тысяч лет назад.

## Научная работа
Изучение природы острова Врангеля было начато первыми его начальниками Г. А. Ушаковым (с 1926 по 1929 год) и А. И. Минеевым (с 1929 по 1934 год). Научный отдел заповедника образован в 1978 году. Сотрудники заповедника ведут многочисленные научные программы по исследованию и контролю популяции видов, представленных во флоре и фауне заповедника. Титульными проектами являются популяционные экология и мониторинг популяций белого гуся, хищников-миофагов и белого медведя. Ежегодно проходит учёт родильных берлог белого медведя, поголовья взрослых зверей, мониторинг их физического состояния и кормовой базы. В 2017 году совместная российско-американская экспедиция зафиксировала максимальную численность медведей чукотско-аляскинской популяции — 589 особей.
В 2020 году в заповеднике стартовал проект исследования местной экосистемы, на основе которого планируют прогнозировать вызванные глобальным изменением климата глобальные процессы.

## Режим охраны
Посещение заповедника разрешено только с научными целями и по предварительному согласованию с администрацией заповедника. Для туристов выделяются ограниченные по времени коридоры и маршруты. Для круизных судов заявку на посещение необходимо подать не менее чем за 5 месяцев до поездки.

### Нарушения природоохранного режима

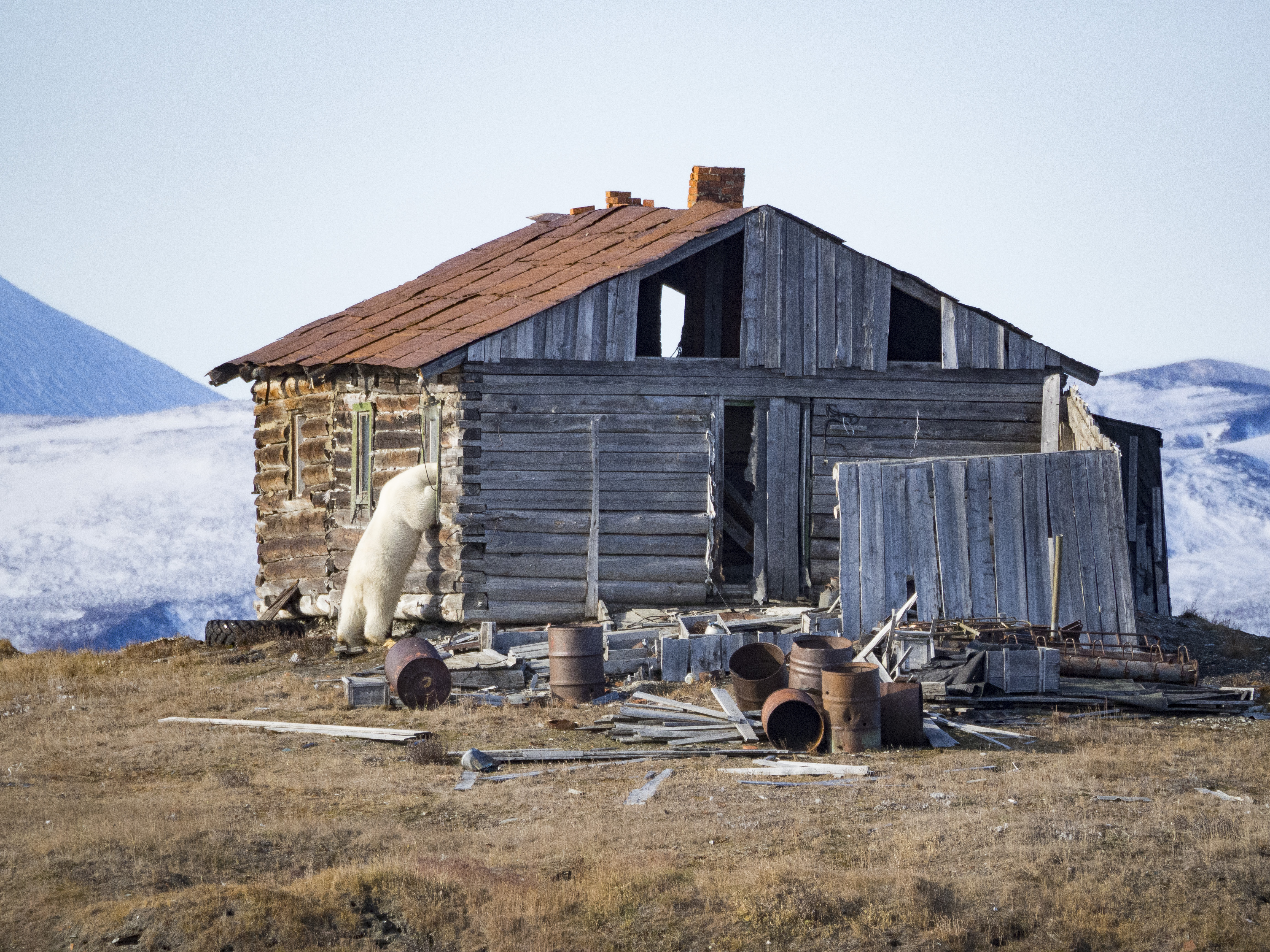
Белый медведь у разрушенного дома в Бухте Сомнительная, 2019

Несмотря на присвоение статуса заповедника в 1976 году, вплоть до конца 1990-х годов на острове Врангеля были расположены несколько воинских частей. Годы освоения Арктики в советское время оставили значительные следы: заброшенные строения, неисправная техника, бочки от горюче-смазочных материалов расположены на территории свыше 200 га. С 2010 года экологи вели работу по очистке территории ООПТ от оставшегося после человеческой деятельности мусора, к концу июня 2019 года им удалось вывезти более 2,2 тысяч тонн металлолома.
Во время военных учений «Восток-2014» около сотни российских морских пехотинцев и десантников высадились на остров Врангеля, по мнению Гринпис, грубейшим образом нарушив российское природоохранное законодательство. В том же году на острове был открыт пункт базирования Тихоокеанского флота.
31 августа и 13—15 сентября 2014 года сейсморазведочное судно «Нептуния», зафрахтованное нефтяной компанией «Роснефть», заходило в акваторию заповедника недалеко от острова Врангеля, хотя на природоохранных территориях промышленная и коммерческая деятельность строго запрещена.
Ещё в 2016 году министр обороны РФ Сергей Шойгу заявлял, что на остров было завезено свыше 9,5 тысяч тонн строительных материалов и оборудования для обустройства арктических военных подразделений. Только по официальным данным ВС РФ, за 2017 год планировалось возвести свыше 68 новых строений на острове Врангеля и мысе Шмидта. Более 80 новых сотрудников были направлены на работу на остров, после чего резко возросло число случаев браконьерства и столкновений людей с медведями. Широкую известность получил случай, когда один из сотрудников компании «Русальянс», занятый на стройке военного объекта, «скормил» медведице взрывпакет. Видео с мучениями животного опубликовали в интернете. Несмотря на высокий резонанс и заявления о возбуждении уголовного дела, виновнику присудили штраф в 3 тысячи рублей. На 40-й сессии Комитета Всемирного наследия ЮНЕСКО члены организации высказали обеспокоенность ростом военного присутствия и развития инфраструктуры в заповеднике, которые несут серьёзную угрозу хрупкой арктической экосистеме. Комитет ЮНЕСКО заявил, что при дальнейшем росте антропогенного воздействия «Остров Врангеля» будет перенесён в список Всемирного наследия под угрозой.
В конце октября 2022 года стало известно, что Минприроды РФ намерено снять часть природоохранных ограничений в заповеднике «в интересах обороны и безопасности». Если предложенный проект будет принят, в заповеднике разрешат вести работы, нарушающие почвенный покров или меняющие гидрологический режим, а также возводить и эксплуатировать объекты капитального строительства, осуществлять захоронение отходов. Кроме того, без согласования с Минприроды и руководством заповедника станет возможно проводить учения, пролетать воздушным и проходить морским судам. Пролёт судов на высоте ниже 2000 м приводит к массовой гибели моржей — из-за шума испуганные животные давят друг друга, либо, стремясь его избежать, поднимаются выше на скалы, откуда падают на тех, кто остался на берегу. Проходящие во льдах суда неизбежно разрушают берлоги и распугивают белого медведя, часто заставляя медведиц бросить новорожденных медвежат. Однако в министерстве заявили, что режим ООПТ «не должен создавать препятствий для защиты важнейших интересов государства в области обороны и национальной безопасности». В то же время «Гринпис России» крайне обеспокоен, что это может создать прецедент, который поможет снимать природоохранные ограничения ради нужд военных и в других заповедниках страны. Представители природоохранного сообществе отмечают «размытость» формулировок в документе Минприроды: в нём не указаны ни параметры участков, которые хотят выделить для нужд обороны, ни регламент их выделения. Парадоксально, что в проекте разрешается проводить взрывные работы для тушения лесных пожаров, однако лесов на острове Врангеля нет.

## Комментарии
1. ↑  Термин «циркумполярный» применяют к ареалам, протянувшимся вдоль всего или почти всего полярного круга.